# Aravind Adiga
Aravind Adiga (Kannada ಅರವಿಂದ ಅಡಿಗ, * 23. Oktober 1974 in Madras, dem heutigen Chennai) ist ein indischer Journalist und Schriftsteller. Sein erster Roman The White Tiger (deutsch: Der weiße Tiger) wurde im Jahr 2008 mit dem Booker Prize ausgezeichnet.

## Leben
Aravind Adiga wurde als Sohn des Arztes K. Madhava und Usha Adiga in Chennai geboren und wuchs in Mangalore, dem heutigen Mangaluru, auf. Er emigrierte mit seiner Familie 1990 nach Sydney und besuchte dort das St. Aloysius College. Danach studierte er an der James Ruse Landwirtschaftsschule. Später studierte Adiga englische Literatur an der Columbia University, New York, bei Simon Schama und am Magdalen College bei Hermione Lee. 1997 schloss er sein Studium ab. Seitdem arbeitet er als Journalist in Asien und lebt heute in Mumbai.
Adiga begann seine journalistische Arbeit als Finanzjournalist bei der Financial Times, Money und dem Wall Street Journal. Er berichtete über den Aktienmarkt und machte viele Interviews, unter anderem mit Donald Trump. Sein Artikel über den Roman Oscar und Lucinda von Peter Carey erschien in Second Circle als Online-Literatur-Rezension. Danach blieb er für drei Jahre in Südasien als Korrespondent, bevor er freiberuflich arbeitete. In seiner Freizeit schrieb Adiga den Roman Der weiße Tiger, für den er 2008 den Booker-Preis erhielt.
Aravind Adiga ist der vierte indische Preisträger des Booker-Preises, nach Kiran Desai, Arundhati Roy und Salman Rushdie. Einen großen Teil des Booker-Preisgelds in Höhe von 50.000 Pfund hat er seiner ehemaligen katholischen Schule in Mangaluru gespendet.
Auf die Frage, welche Autoren ihn am meisten bei seinem Buch beeinflusst haben, antwortete Adiga, dass es drei afroamerikanische Schriftsteller waren – Ralph Ellison, James Baldwin und Richard Wright. Nach Shirin Sojitrawalla „zehrt [der Roman] nicht zuletzt von den krassen Gegensätzen, die er freimütig umkreist: Herren und Diener, Weiße und Braune, Reiche und Arme, Westen und Osten, New Delhi und Old Delhi, Macht und Ohnmacht, Licht und Finsternis.“ Es ist nach ihrer Meinung „ein Schelmenroman und die ‚Autobiografie eines halbgaren Inders‘, die brüllend komisch die indische Wirklichkeit mit dem Abziehbild des Subkontinents kurzschließt.“
Adigas Roman wurde vor dem Gewinn des Booker Preises „in astronomischer Auflage als Raubdruck“ in Indien verbreitet.

## Werke
- 2008 The White Tiger. Atlantic Books, 2008, ISBN 978-1-84354-722-8
  - Der weiße Tiger. (Roman) Aus dem Englischen von Ingo Herzke; C.H. Beck Verlag, München 2008, ISBN 3-406-57691-5 – Leseprobe auf perlentaucher.de
- 2008 Between the Assassinations. (12 Short Stories) Picador, 2008
  - Zwischen den Attentaten. Geschichten aus einer Stadt. (Roman) Aus dem Englischen von Klaus Modick; C.H. Beck Verlag, München 2009, ISBN 978-3-406-59270-6
- 2011 Last Man in Tower . Atlantic Books, 2011
  - Letzter Mann im Turm. (Roman) Aus dem Englischen von Susann Urban und Ilija Trojanow. C.H.Beck Verlag, München 2011, ISBN 978-3-406-62156-7.[10]
- 2016 Selection day
  - Golden Boy. (Roman) Aus dem Englischen von Claudia Wenner. C.H.Beck Verlag, München 2016, ISBN 978-3-406-69803-3.
- 2020 Amnesty, Scribner, 2020
  - Amnestie (Roman) Aus dem Englischen von Klaus Timmermann und Ulrike Wasel, C.H.Beck Verlag, München 2020.

### Audioproduktionen
- Der weiße Tiger. Gelesen von Jens Wawrczeck, Der Audio Verlag (DAV), Berlin, 2009, ISBN 978-3-89813-829-1 (Lesung, 5 CDs, 392 Min.)
- Der weiße Tiger. Hörspiel nach dem gleichnamigen Roman, aus dem Englischen von Ingo Herzke, Bearbeitung und Regie: Beate Andres, Produktion: Deutschlandradio Kultur/NDR 2012, mit u. a. Stefan Kaminski, Markus Meyer, Andreas Schmidt, Kathrin Angerer, Christian Grashof, Margit Bendokat, Peter Kurth
- Zwischen den Attentaten. Geschichten aus einer Stadt. Gelesen von Heikko Deutschmann, Der Audio Verlag (DAV), Berlin, 2009, ISBN 978-3-89813-891-8 (Lesung, 6 CDs, 395 Min.)
- Letzter Mann im Turm. Gelesen von Sebastian Kowski, Der Audio Verlag (DAV), Berlin, 2011, ISBN 978-3-86231-132-3 (Lesung, 6 CDs, 511 Min.)

Interview
- Auf keinen Fall nach Deutschland. In: Frankfurter Rundschau, 14. November 2008
- Lieber umsonst bei Einaudi als für viel Geld in Deutschland. FAZ.NET, 25. November 2008
- Bollywood ist die letzte Kunstform ohne Ironie. In: Neue Zürcher Zeitung, 27. März 2009

Essays
- Anschläge in Bombay. Die Stadt, die ich liebe, hat sich selbst verraten. FAZ.NET, 1. Dezember 2008